# Villas Dubochet
Les Villas Dubochet situées à Clarens sur la commune de Montreux dans le canton de Vaud en Suisse forment un exceptionnel ensemble de demeures résidentielles (1874-1879), locatives à l’origine, et destinées à la villégiature d’hôtes fortunés souhaitant éviter la promiscuité des hôtels.

## Historique
Le financier et promoteur industriel Emmanuel-Vincent Dubochet, alors même qu'il construit pour lui-même le château des Crêtes, édifie au bord du lac une cité jardin de 21 villas locatives destinées à la villégiature privée de personnages très fortunés ne souhaitant pas se mêler à la clientèle des grands hôtels. Ce type d'édifices s'est développé d'abord dans le cadre de villes thermales de Bohême comme Carlsbad et Marienbad, et répond à une demande d'espaces sociaux et intimes dont l'ampleur luxueuse permet, non sans snobisme, de déployer un train de vie conforme aux habitudes de la gentry : domesticité, chevaux, voitures, écuries, gardiennage.
Tout comme le château des Crêtes, ces villas sont l’œuvre de l'architecte parisien Émile Hochereau, secondé sur place par l'architecte veveysan Louis Maillard, lui-même formé à Karlsruhe et aux Beaux-Arts de Paris. Le programme architectural comprend 21 villas locatives et un pavillon de gardiennage établis sur une parcelle presque quadrangulaire de près de quatre hectares. À l'intérieur de cette surface, deux allées curvilignes, à l'anglaise, se rejoignent en H. Le lotissement se compose de parcelles de surface inégale, la plus petite (no 21) étant de 923 m2, et la plus grande (no 11) de 2 283 m2. La moyenne se situe aux alentours de 1 500 m2. Isolé au centre d'un jardin particulier, chaque bâtiment est individualisé, se référant tantôt au type du château, tantôt à celui de la villa. Les pavillons 7, 10, 11, 13, 14, et 19, s'inspirent de châteaux, tandis que les numéros 8, 15, 17, et 20, sont typiquement des villas. Les détails ornementaux se réfèrent au Moyen Âge ou à la Renaissance française ou italienne et se déclinent dans un esprit typique de l'éclectisme.
La villa no 17, dernière demeure de Paul Kruger, ancien président de la république sud-africaine du Transvaal est aujourd’hui un musée consacré à cet homme politique
Dès les années 1950, ces propriétés sont progressivement vendues à des particuliers, certaines divisées et transformées, l'une même démolie et reconstruite en 1965.
De février 2016 à fin mars 2018, la villa Dubochet a fait l'objet d'une rénovation. Un immense travail alliant respect du patrimoine, architecture et confort contemporain. Dans le cadre d'un ensemble prestigieux de maisons de la fin du XIXe siècle à Clarens. Cette rénovation, a nécessité une collaboration entre le Service Immobilier, Patrimoine et Logistique et les architectes Siavosh Adeli, Tomas Mikulas et Augusto Calonder.
Le projet a impliqué un agrandissement de la surface habitable et le développement d'équipements de confort modernes en phase avec le haut standing de ce type de villa.
Compte tenu du caractère protégé de la villa, l'extension n'a pu être réalisée qu'au sous-sol, afin de préserver l'identité architecturale du bâtiment dont l'architecture (façades, toitures, ouvertures, balcons) a été scrupuleusement restaurée selon le projet d'origine.
Le concept intérieur a été conçu de manière à créer une extension sud pour permettre deux chambres supplémentaires, en plus des pièces du 2ème étage de la villa. L'étage supérieur se compose d'espaces de jour : salon, cuisine, salle à manger et un bureau pour le maître de maison. La pièce entièrement vitrée sous la pergola sud est une extension de la cuisine et de la salle à manger.
Le premier étage était entièrement consacré à la suite parentale, avec la chambre, une salle de bain généreuse ouvrant sur la chambre et la vue sur le lac, un grand dressing, un coin maquillage et un deuxième espace bureau.
Cet ensemble est classé monument historique du canton de Vaud et répertorié à l'inventaire fédéral des sites ISOS.